# Ferrocarril de Nueva York, Texas y México

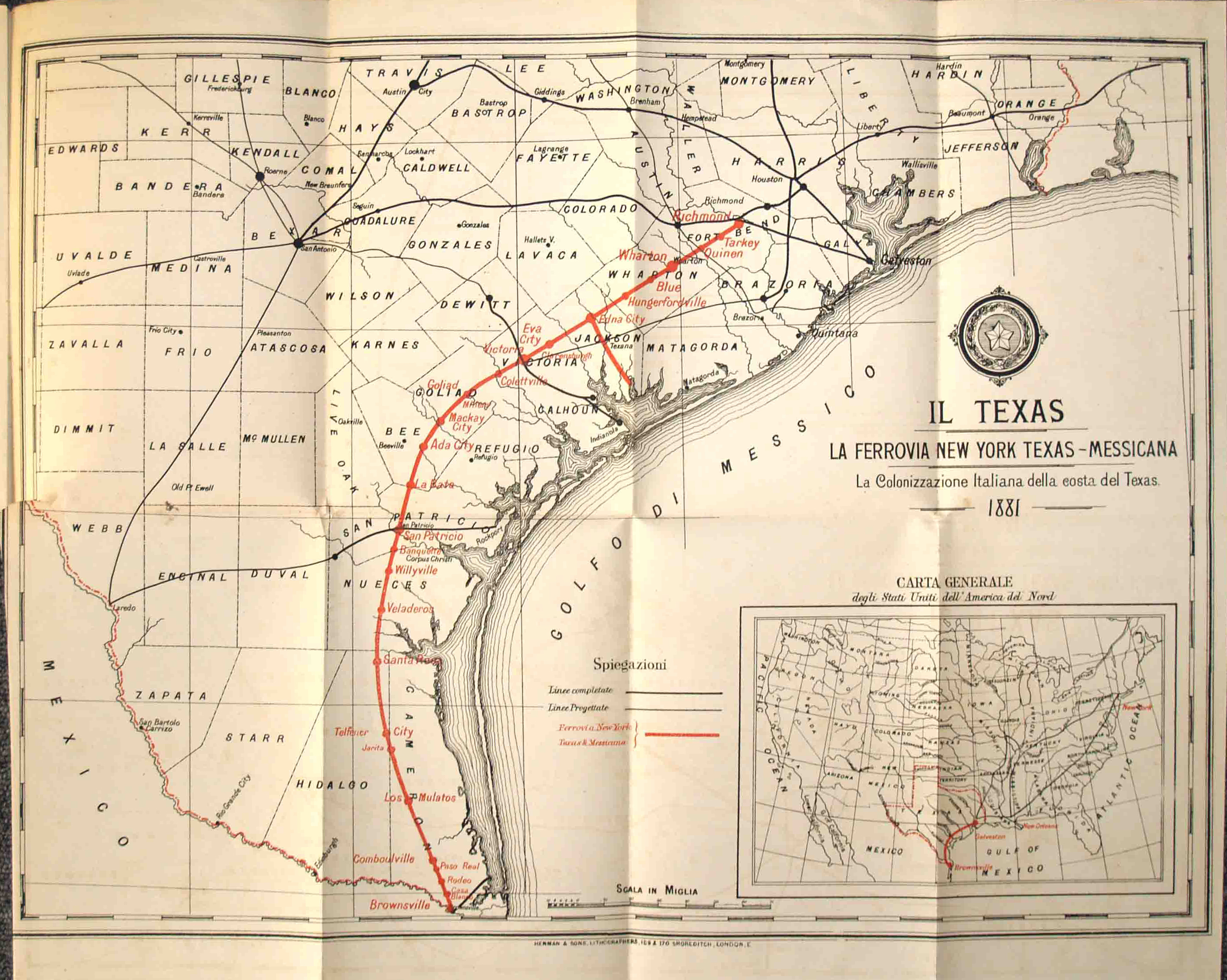
Mapa del ferrocarril en 1881.

El Ferrocarril de Nueva York, Texas y México era una empresa ferroviaria fundada en 1880 para conectar la ciudad de Nueva York con la Ciudad de México con las vías iniciales colocadas en Texas entre 1880 y 1905. Fue establecido por Joseph Telfener, un ingeniero y financiero italiano.
La empresa emitió acciones y solicitó concesiones de tierras, pero violó un acuerdo sobre su punto de partida. Posteriormente se modificó la ley estatal para eliminar las concesiones de tierras a los constructores de ferrocarriles y canales y el ferrocarril pasó al cuñado de Telfener. En 1905 se fusionó con el Ferrocarril de Galveston, Harrisburg y San Antonio.
John W. Mackay ayudó a financiar el proyecto. Mackay y Telfener nombraron sus primeras seis estaciones con el nombre de ellos y sus familiares. Un marcador histórico conmemora la línea en Hungerford, Texas.